# Othmar Schneider
Pour les articles homonymes, voir Schneider.
Othmar Schneider, né le 27 août 1928 à Lech am Arlberg, et mort le 25 décembre 2012, est un skieur alpin autrichien membre du Ski Club de l'Arlberg. 

## Palmarès

### Jeux olympiques d'hiver
| Épreuve / Édition         | Descente | Slalom géant | Slalom |
| JO 1952 Oslo              | Argent   | —            | Or     |
| JO 1956 Cortina d'Ampezzo | —        | —            | 12e    |

## Championnats du monde
| Épreuve / Édition         | Descente | Slalom géant | Slalom | Combiné                          |
| JO 1952 Oslo              | Argent   | —            | Or     | Épreuve inexistante à cette date |
| Mondiaux 1954 Åre         | —        | 4e           | —      | —                                |
| JO 1956 Cortina d'Ampezzo | —        | —            | 12e    | —                                |

## Arlberg-Kandahar
- Vainqueur du slalom 1951 à Sestrières